# Chiromachetes ramdasswamii
Espèce
Chiromachetes ramdasswamii est une espèce de scorpions de la famille des Hormuridae.

## Distribution
Cette espèce est endémique du Maharashtra en Inde. Elle se rencontre dans le district de Pune à 473 m d'altitude sur le Varandha Ghat.

## Description
Le mâle holotype mesure 62,3 mm, les mâles mesurent de 51,0 à 64,6 mm et les femelles de 60,0 à 63,5 mm.

## Étymologie
Cette espèce est nommée en l'honneur de Samartha Ramdas Swami (1608-1681).

## Publication originale
- Sulakhe, Deshpande, Dandekar, Ketkar, Gowande, Padhye & Bastawade, 2020 : « Two new species of Chiromachetes (Scorpiones: Hormuridae) from the northern Western Ghats. » Euscorpius, no 320, p. 1-27 (texte intégral).